# Europejskie Igrzyska Halowe w Lekkoatletyce 1969 – bieg na 800 m mężczyzn
Bieg na 800 metrów mężczyzn – jedna z konkurencji biegowych rozgrywanych podczas lekkoatletycznych europejskich igrzysk halowych w hali Palac Lodowy w Belgradzie. Eliminacje i bieg finałowy zostały rozegrane 8 marca 1969. Zwyciężył reprezentant NRD Dieter Fromm. Tytułu z poprzednich igrzysk nie obronił Noel Carroll z Irlandii, który tym razem zdobył brązowy medal.

## Rezultaty

### Eliminacje
Rozegrano 2 biegi eliminacyjne, do których przystąpiło 12 biegaczy. Awans do finału dawało zajęcie jednego z czterech pierwszych miejsc w swoim biegu (Q).
Opracowano na podstawie materiału źródłowego.
Bieg 1
| Miejsce | Zawodnik            | Czas   | Uwagi |
| ------- | ------------------- | ------ | ----- |
| 1       | Henryk Szordykowski | 1:51,0 | Q     |
| 2       | Gerd Larsen         | 1:51,1 | Q     |
| 3       | Noel Carroll        | 1:51,4 | Q     |
| 4       | Robert Adams        | 1:51,7 | Q     |
| 5       | Radovan Piplović    | 1:54,2 |       |
| 6       | Arnd Krüger         | 1:59,7 |       |

Bieg 2
| Miejsce | Zawodnik              | Czas   | Uwagi |
| ------- | --------------------- | ------ | ----- |
| 1       | Dieter Fromm          | 1:50,8 | Q     |
| 2       | Jože Međimurec        | 1:51,1 | Q     |
| 3       | Ján Šišovský          | 1:51,3 | Q     |
| 4       | Pierre Toussaint      | 1:51,5 | Q     |
| 5       | Juan Borraz           | 1:52,0 |       |
| 6       | Gilbert Van Manshoven | 1:53,0 |       |

### Finał
Opracowano na podstawie materiału źródłowego.
| Miejsce | Zawodnik            | Czas   | Uwagi |
| ------- | ------------------- | ------ | ----- |
| 1       | Dieter Fromm        | 1:46,6 | WR    |
| 2       | Henryk Szordykowski | 1:47,1 |       |
| 3       | Noel Carroll        | 1:47,6 |       |
| 4       | Robert Adams        | 1:49,2 |       |
| 5       | Pierre Toussaint    | 1:50,5 |       |
| 6       | Gerd Larsen         | 1:51,2 |       |
| 7       | Jože Međimurec      | 1:51,9 |       |
| 8       | Ján Šišovský        | 1:52,0 |       |